# Špela Kern
Špela Kern (24 februari 1990) is een Sloveense wielrenster die sinds 2023 voor de Franse wielerploeg Cofidis Women Team rijdt.

## Carrière
Kern stond meer dan tien keer op het podium van het nationaal kampioenschap in Slovenië, maar ze wist nog niet te winnen. Ze reed vier jaar (2014-2016 en 2019) voor de Sloveense ploeg BTC City Ljubljana, in 2017 bij het Spaans-Baskische Bizkaia-Durango, in 2018 voor het Belgische Health Mate-Cyclelive en in 2020 bij het Oekraïense Lviv Cycling Team. In 2021 en 2022 kwam ze uit voor de Spaanse wielerploeg Massi-Tactic.

## Palmares
2013

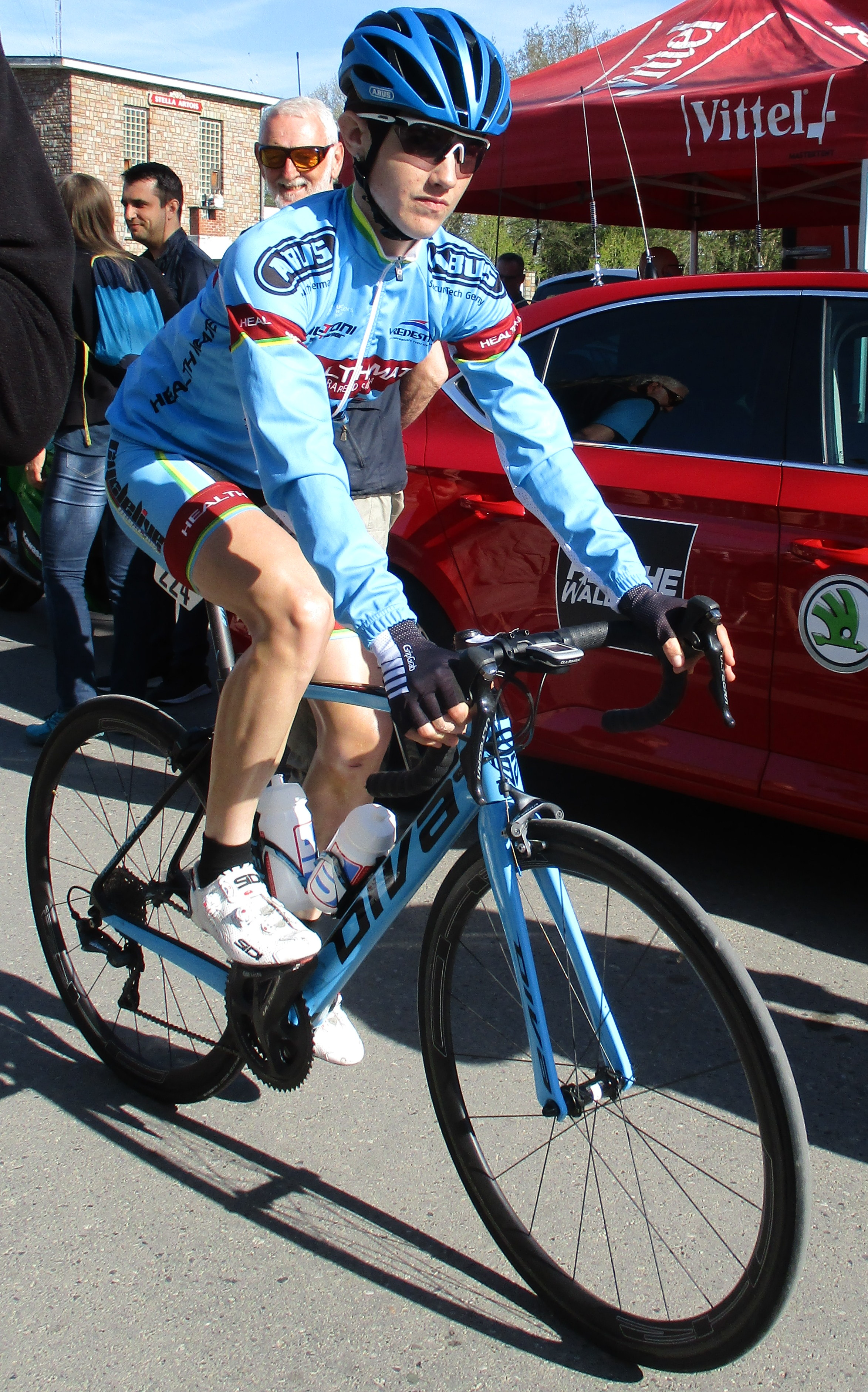
Špela Kern in de Waalse Pijl 2018.

 Sloveens kampioenschap op de weg
2014
 Sloveens kampioenschap op de weg
2015
 Sloveens kampioenschap op de weg
2016
 Sloveens kampioenschap op de weg
2017
 Sloveens kampioenschap op de weg
2018
 Sloveens kampioenschap op de weg
2020
 Sloveens kampioenschap op de weg
2021
 Sloveens kampioenschap op de weg
2022
 Sloveens kampioenschap op de weg
2023
 Sloveens kampioenschap op de weg
2024
 Sloveens kampioenschap op de weg

### Resultaten in voornaamste wedstrijden
| Jaar | Ronde van Italië | Ronde van Frankrijk | Ronde van Spanje |
| ---- | ---------------- | ------------------- | ---------------- |
| 2013 |                  |                     |                  |
| 2014 |                  |                     |                  |
| 2015 |                  |                     |                  |
| 2016 |                  |                     |                  |
| 2017 |                  |                     |                  |
| 2018 |                  |                     |                  |
| 2019 |                  |                     |                  |
| 2020 |                  |                     |                  |
| 2021 |                  |                     | 39e              |
| 2022 |                  |                     |                  |
| 2023 |                  | opgave              |                  |
| 2024 |                  | opgave              |                  |
| 2025 |                  |                     | opgave           |

| Jaar | Milaan-San Remo | Gent-Wevelgem | Ronde van Vlaanderen | Amstel Gold Race | Luik-Bast.‑Luik |  | WK op de weg |
| ---- | --------------- | ------------- | -------------------- | ---------------- | --------------- |  | ------------ |
| 2013 |                 |               |                      |                  |                 |  | opgave       |
| 2014 |                 |               | opgave               |                  |                 |  | 46e          |
| 2015 |                 |               | opgave               |                  |                 |  |              |
| 2016 |                 |               | 89e                  |                  |                 |  |              |
| 2017 |                 | 69e           | opgave               |                  |                 |  | opgave       |
| 2018 |                 |               |                      |                  | 49e             |  | 65e          |
| 2019 |                 |               |                      |                  |                 |  |              |
| 2020 |                 |               |                      |                  |                 |  | 38e          |
| 2021 |                 |               | 50e                  |                  |                 |  | 28e          |
| 2022 |                 |               | 62e                  |                  |                 |  | 65e          |
| 2023 |                 |               |                      | 71e              |                 |  |              |
| 2024 |                 |               | opgave               |                  | opgave          |  | opgave       |
| 2025 | opgave          |               | opgave               | opgave           |                 |  |              |

## Ploegen

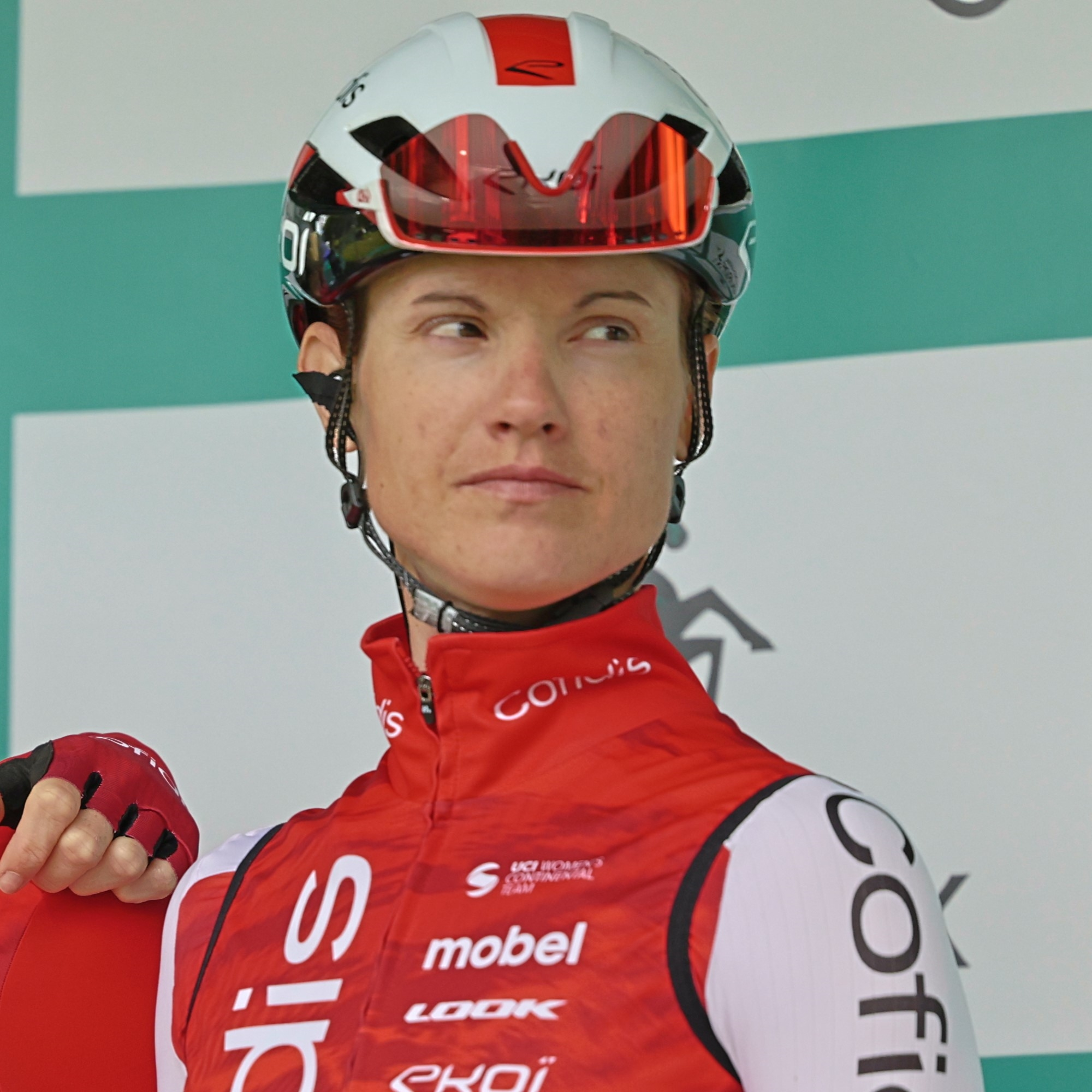
Namens Cofidis in de Tour of Britain 2024.

- 2014 –  BTC City Ljubljana
- 2015 –  BTC City Ljubljana
- 2016 –  BTC City Ljubljana
- 2017 –  Bizkaia-Durango
- 2018 –  Health Mate-Cyclelive
- 2019 –  BTC City Ljubljana
- 2020 –  Lviv Cycling Team
- 2021 –  Massi-Tactic
- 2022 –  Massi-Tactic
- 2023 –  Cofidis
- 2024 –  Cofidis
- 2025 –  Cofidis